# Savigny-le-Sec
Savigny-le-Sec – miejscowość i gmina we Francji, w regionie Burgundia-Franche-Comté, w departamencie Côte-d’Or.
Według danych na rok 1990 gminę zamieszkiwało 741 osób, a gęstość zaludnienia wynosiła 79 osób/km² (wśród 2044 gmin Burgundii Savigny-le-Sec plasuje się na 319. miejscu pod względem liczby ludności, natomiast pod względem powierzchni na miejscu 967.).